# Carnage Heart PORTABLE
Carnage Heart PORTABLE（カルネージ ハート ポータブル）はカルネージハートの続編で、2006年8月3日に元気から発売されたPlayStation Portable専用の思考設計型ロボット対戦シミュレーションゲームである。CHPまたはカルポと略される。
2010年10月28日には、CHP続編でかつシリーズ最新作となる『Carnage Heart EXA（カルネージ ハート エクサ）』が発売された。

## 概要
OKE（オーバーキルエンジン）と呼ばれるロボットのハードウェアおよびソフトウェアを設計し、他者が設計したOKEと戦闘させる3Dシミュレーションゲームである。
本作を含むカルネージハートシリーズの魅力は、OKEの動作をプログラミングできることであり、いったん戦闘に入ったらプレイヤーの操作は全く必要無い。プレイヤーは純粋に自分の思考的模索をコンピュータや他プレイヤーと競わせることができる。
PSPには同様のゲームとして先行して発売されたアーマード・コア フォーミュラフロント(ACFF) があるが、ACFFではロボットの戦闘AIのパラメータを設定して挙動をわずかに変えることができるだけなのに対し、本作ではプログラムによる完全な制御が可能である。
プレイヤーの自由度が高く、プレイヤーが立案した戦略や戦術を実現することができる反面、意図通りに動くようになるまでにはある程度の習熟を要する。
大会運営などのネットワーク上でのコミュニティ活動も盛んに行われている。

## ゲーム内容
ゲームは基本的に、OKEの設計と戦闘の繰り返しになるが、いくつかのゲームモードが用意されている。
プロローグゲーム
最初にプレイすることになるチュートリアルである。移動、索敵、格闘、射撃、回避、などとOKEプログラミングの基礎を学ぶことができる。まったくプログラミングの心得が無い者にも分かり易い親切な作りとなっている。
チュートリアル終了後はEXステージが登場し、これをクリアすることにより高機能なチップが使用可能になる。
シナリオゲーム
ビジュアルノベル風のシナリオの幕間に戦闘ミッションが発生する形式である。窮地に陥ったプレイヤーが、入手したただ1機のOKEを修理して敵OKEと戦い、倒したOKEを鹵獲して戦力を整えながら状況を打開していく、という展開でゲームは進む。
バトルゲーム
自由にOKEを設計できるゲームモード。自分の設計したチームや他人のチームをファイルに書き出し、無線LANやインターネットを通じてやりとりすることができる。
以下3種のゲーム内容が存在する。
プレミアムバトル
あらかじめ設定された敵チームと戦うモードである。敵チームに勝つたびに新しい機種が設計可能になる。すべてのチームに勝つと、ハードウェアのチューニングが可能になる。これをクリアすることで、対人戦の準備が一通り整ったことになる。
チャレンジバトル
ハイスコアを競うモード。「破壊数チャレンジ」「生き残りチャレンジ」「格闘チャレンジ」の3種目に挑戦できる。
マッチメイクバトル
メモリースティックにダウンロードした他プレイヤーの機体と戦闘を行うことができる、本作の本番と言えるモードである。大会などの支援機能として、最大16チームまでのリーグ戦またはトーナメント戦をまとめて実施することができる。

## システム

### ハードウェアの設計
OKEは全長10m前後の無人戦闘ロボットであり、二脚型、多脚型、ホバー型、車両型、飛行型と、それぞれ特徴のある5つのタイプに分類されている。
プレイヤーは以下の項目から機種をベースとして自由に選んで、好みのハードウェアを設計することができる。
- 機種
  - 二脚型(9種)、多脚型(6種)、ホバー型(5種)、車両型(6種)、飛行型(5種)
- CPU (8種)
- 武装 (18カテゴリ、56種)
- 装甲 (12段階、特殊装甲7種)
- オプション (10種)
- チューニング (2項目)
- 塗装
- エンブレム (32×32ピクセル)

OKEは機種と武装等によって常に得意な相手・不得意な相手があるため、絶対的に強いハードウェアの組み合わせというものは存在しない。その時に流行したハード・戦術によって相対的に強さが変化することが典型である。とは言え、幾らか、または明確に地力の差がある機種もある。
以下に各タイプの概要を挙げる。各タイプごとに様々な機種（例えれば、同じ車両型でも履帯、車輪で挙動が異なる）があり、必ずしも一般論に当てはまらない特異なものもある。個々のOKEについてはOKEの節を参照のこと。
二脚型
対空力に優れる。移動の自由度は「前後左右ジャンプ」と高く、ジャンプや急速移動によって敵弾を検知してから回避することが容易である。しかし、平均移動速度が遅いため、自分の有利な間合いを取ることが難しい。バリエーションが豊富で、一部の機種には、極めて複雑な制御によって高い速度と格闘能力を発揮できるものがあり、特殊な戦術の一つとして利用されている。
プロローグおよびシナリオゲームの最初に入手できるのがこの型のため、プレイヤーが多い。しかし、非常にテクニカルで、強くすることに困難が伴う。
多脚型
二脚型と同様に歩行移動型であるが、脚部の多さにより搭載能力が向上し、火力、防御力、耐久力に優れる。移動の自由度は「前後左右ジャンプ」と高く、ジャンプによって敵弾を検知してから回避することが容易である。しかし、脚部の構造上、瞬発的な移動はともかく平均移動速度が遅いため、自分の有利な間合いを取ることが難しい。
車両型
火力、格闘、防御力、耐久力、移動力に優れる。移動の自由度は「前後、旋回」しか無いため、敵弾を検知してから回避することは極めて難しい。しかし、移動速度が速いため、明示的に回避行動を取らなくても敵弾を避けられる場合が多い。ただし、これは駆動がタイヤ型のタイプに限り、キャタピラタイプは移動速度は遅い。
苦手が少なく、安定して強い。
ホバー型
対空力と移動力に優れる。移動の自由度は「前後左右」と融通が利くが、加速が鈍いため敵弾を検知してから回避することは簡単ではない。移動を始めてしまえば速度が速いため、明示的に回避行動を取らなくても敵弾を避けられることが多い。しかし一度敵弾に当たって転倒したが最後、そのまま連続で被弾し、破壊されることも少なくない。
飛行型
移動力に優れる。移動の自由度は「前後左右上下」と融通が利くため、ある程度までは敵弾を検知してから回避することができる。最も、他の型と違い空中を移動しているため、敵弾がめったに当たらない。同時に、飛行のために搭載容量が犠牲となるため、強力な火器を多めに積むのが難しい。強力であるが、対空向きの機種は苦手である。

### ソフトウェアの設計
ソフトウェアの設計では、OKEの挙動をコントロールするプログラムを書く。プログラミングといっても、二次元の桝目の上に命令チップを並べるヴィジュアルなもので直感的であり、プログラミングになじみの無いプレイヤーにも取り掛かり易いものになっている。

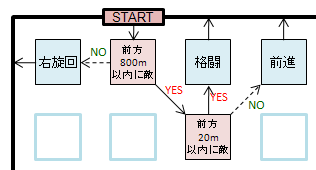
カルネージハートポータブルの簡単なプログラムの概念図

右図は極めて簡単な、しかし実際に戦闘を行えるOKEのプログラムを、簡便に表記した例である（実際のゲーム内の表示とは異なる）。これだけでも、敵の探索、敵への接近、敵への格闘攻撃と一揃いの機能を備える。
命令チップは、「前進」「射撃」「ジャンプ」などの動作チップや、索敵、条件判断、変数代入、演算、僚機との通信など、様々なものが用意されている。
プログラムはスタート地点にあるチップから始まり、チップから上下左右斜めの方向に矢印でつながった隣のチップへとどんどん実行が移っていく形でプログラムは実行される。条件判断チップは、YES矢印とNO矢印の二つの矢印を持っているため、処理の分岐が発生する。壁またはチップの置いていない場所へ流れる矢印はスタート地点に戻ることを意味する。最高性能のCPUを使用した場合、2つまでのサブルーチンの使用も可能になる。

### 戦闘
基本的に、設計した3機までのOKEを自由に選んでチームを編成し、同様の敵チームと3対3の戦闘を行う。敵を全機破壊するまたは、時間切れ時に残り耐久力%の多いチームの勝利となる。
戦闘条件は、戦闘時間、フィールドの広さ、場外判定、フィールド（外気温、重力、障害物、起伏など条件の異なる13種）、レギュレーションなど様々に設定することが可能である。
戦闘の経過は、メモリースティック上にリプレイファイルとして記録することができ、そのファイルを配布すればCHPのソフトを持つ誰でも再生することができる。また、ソフトを持たない人でも楽しむことができるように、試合のムービーを動画投稿サイトに投稿する試みも行われている。

## O.K.E.
ここでは、ゲーム中に登場するO.K.E.(Over Kill Engine)とその特徴を説明する。

### 二脚型
ブロックヘッド (Block Head － のろまの意)
CHPにて追加されたチュートリアル用OKE。訓練機であり目がまだ慣れていない初心者プレイヤーのために、自分がプログラムしたソフトウェアの挙動確認がしやすいよう、あえて動作が緩慢という特徴を持つ。実戦用ではないのでもっさりとした動きに限らず、他の全ての面においても貧弱な性能しか持たない。この機体でブロックヘッドかターゲットドローン以外のOKEに勝つのは至難の業で、あくまでも訓練機故に対戦で使われることはめったに無いが、時折ブロックヘッド限定大会が企画された。
ネグローニ (Negroni)
主武装を持たない格闘戦特化OKE。長い爪と長い腕をぶらんと垂下げ、動きが俊敏で回避力が高く、驚異的なジャンプ力で跳び回る。ムーンサルトキックなど跳び蹴り技が多く、派手なアクションが多彩だが、その見返りとして攻撃の隙が大きい。また打たれ弱いため、隙を突かれて反撃されるとそのまま最後まで押し切られてしまうことも多い。二脚型ではノーランダーに次ぐ高い格闘攻撃力を持つ一方で、主武装を持たない故に対空能力は期待できない。超低空にまで降りてきた飛行型にムーンサルトキックが当たることは確認されているが、実用的ではない。だが対策がないわけではなく、ミサイルや機雷も搭載できる。
ジェイラー (Jailor － 監獄守の意)
ダメージのほとんどを軽減する巨大な盾を右腕に持つ、対面射撃戦を得意とする防御特化型OKE。盾部分に攻撃が当たるとほぼ全てのダメージが一桁に抑えられる。ただし自走地雷や格闘攻撃は防げず、ナパームによる燃焼熱の影響は受ける。
火力は低いが前面に対しては圧倒的な防御力を持っており、盾を用いた様々な格闘アクションは派手なものから隙の無い堅実なものまでバリエーションが広い。特に盾を構えたままダッシュ突撃は本機特有の強み。ジャンプの距離は短いが突進の前進速度も速いため、射撃戦をしつつ突撃からの格闘戦に持ち込むことができる。対空性能もほどほどにあり、盾の範囲外攻撃や多方同時攻撃を除いては二脚の中では万能に戦えるポテンシャルの高いOKEである。ただし転倒後の起き上がりが遅く、その際の被弾が命取りになる事も多い。
エッグノッグ (Eggnog － たまご酒の意)
前々作(ZEUS)から続く基本機体でありイレギュラーな要素を持たない標準的な二脚型OKE。ガンタイプ、グレネードタイプ、副武装の3つを装備可能で、特に投擲武器であるグレネードを装備できる数少ないOKEであるが、その中でも最速の投擲性能を誇る。格闘、射撃、回避いずれもバランスが取れているが、火力、防御力、回避力でほぼ同じ特徴をもつ月影にほとんどの性能で劣る部分がある。代わりに特殊動作で俊敏な左右前転を行うことができ、緊急回避と突撃を兼ね備えた動きを取ることができるため、月影とは違った持ち味がある。プログラム次第でテクニカルな戦いができる。
ラスティネール (Rusty Nail － さびた釘の意)
唯一カノン砲を装備可能な重装二脚型OKE。カノン砲は大威力かつ弾速も速く、これを装備できるかどうかは火力の差に大きく影響する。副武装もバリエーションが広く、二脚型で最大の搭載量を誇る。本機は火力では間違いなく二脚型最大ではあるが、移動力・回避力・ジャンプ性能は逆に最も低い部類に位置する。格闘攻撃の破壊力はノーランダー、ネグローニに次いで全OKE中でも高い方に位置するが、動きが鈍いためにそれが役に立つケースは多くなく、どちらかと言えば懐に入られた時の緊急回避策に近い。一方で耐久力は二脚型で最も高く多脚型に比肩し、燃料・耐熱性・オプション数も随一。
シナリオゲームの最初に手に入り、最後まで活躍する機体のため、初心者プレイヤーが愛用している場合が多い。多脚型の「アラクネー」と装備が全く同じであり、アラクネーの方が耐久力・防御力・回避力に優れるため、育てたラスティネールのプログラムをそのままアラクネーに移し換えられてしまうケースも少なくない。しかしアラクネーでは代替できない特徴として、全OKE中唯一カノン砲を真上に撃つことができ、極めて高い対空能力を持つことが挙げられる。
ノーランダー (Norlander)
主武装を持たない格闘戦特化OKE。豊富な格闘モーションを持ち、ジャンプ技の多いネグローニと対照的に、足払いなど地上技が多い。技が地味な反面、隙が少なく手堅いと言える。二脚型で最高の格闘攻撃力を誇り、重装甲の車両までもひるませることができる。更に加速装置との併用で異常な高速度で敵に接近することが可能であり、問答無用で地上機を蹂躙する強さを誇る。一方で主武装を持たない故に対空能力は絶望的に期待できず、ネグローニより被弾面積やジャンプ性能で劣る上に格闘の範囲に入り込めないと打たれ弱いため、副武装でのカバーやチームの連携が必須。役割がはっきりしており、単体運用ではなく地上戦力への高速殲滅用と割り切って使われる事が多い。
トリンカー (Trinker － 酒飲みの意)
一見すると多脚型のようにも見える、腕部の代わりに2連装砲を持ち、長い脚部を持つ射撃特化OKE。主武装は射角が広く対空攻撃にも適し、二種類搭載可能なため多彩な攻撃が可能。その反面、副武装が弱いというネックはあるものの、安定性が高く積載力もある。威力は低いが格闘攻撃も可能。またジャンプでの移動距離が長く、大きく引きつけるような回避能力を持つ。ただし硬直が長いので回避性能自体は高くない。特殊動作で片足立ちをすることが可能で、当たり判定や高低差を利用してミサイルを容易に回避することもでき、伏せ動作で非常にコンパクトになれる。だが耐久性能自体は二脚型でも最低レベルなため、過信は禁物。
綾影（AYA-KAGE）
前々作(ZEUS)から登場した下記「月影」の後継機的な存在のOKE。二脚型の中でも最もバランスに優れた汎用性の高い機体で、突進力に優れた遠距離格闘能力を持つ。火力も高く一通り揃った主武装に豊富な副武装、ジャンプ性能・機動力・機敏さ・回避性能・耐久力とどこを取っても優秀なOKE。その一方で全てが平均点以上だが独自の強みはあまりなく、突出した性能は持ち合わせていない器用貧乏な機体でもある。そのため二脚型の弱みである安定性のなさや打たれ弱さが露見しやすい、作り手の腕がそのまま反映されるOKEとも言える。
月影（TSUKI-KAGE）
カルネージハートシリーズのマスコットキャラクター的存在のOKEで、前々作(ZEUS)を除いて全ての作品に出場している。標準的な二脚型であり、グレネードを使用できることが特徴だが、副武装の搭載量は貧弱である。一方で非常に軽量かつ動作が機敏で隙が無く、回避力重視のOKEとしては二脚型の中でも抜きん出ており、ノーランダーやネグローニと違い対空性能も高い。だが軽量なぶん耐久性は非常に低く、いわばゼロ戦のような「当たらず当てる」という尖った戦い方が求められる。

### 多脚型
セメタリーキーパー (Cemetery Keeper － 墓場の守人の意)
軽量傾向の多脚型OKE。多脚型の中でもバランスに優れており、小型でそれなりの機動力があるほか、アラクネーや冥界より低めだがそれなりの積載力により武装も豊富で汎用性が高い。副武装には機雷もミサイルもあるので対空能力も上々。
カノン砲を装備でき、格闘より砲撃戦を重視した性能。特に地雷や機雷を多く装備することができ、これらによるトリッキーな迎撃戦が得意。ただし速射性能が低めで遠距離攻撃への対策が少ないため、位置取りと射撃のタイミングが重要になってくる。
パークドッグ (Park Dog － 公園の犬の意)
小型軽量の犬型OKE。背中にマウントした砲台、機体後部には地雷・機雷射出口を備える。
多脚型だが例外的に前進速度が速く、二脚以上に打たれ弱い機動力特化の機体。移動・ジャンプの性能が高いため回避性能は高く、急速移動と特殊アクションでほとんどの攻撃をかわすことが可能である。回避後の隙も少ないために機敏な動作が可能であり、陽動に特化させたプログラムを組むと車両の猛攻を目前にしてもヒラリヒラリとあしらう様を目にすることができる。主武装にはオートガンという、プログラム制御無しでも自動的に近くの敵を攻撃する機能を備えている。副武装の搭載量は多脚型では標準的で武装の選択幅は少なめだが、犬のように飛び掛かる素早い格闘攻撃も特徴の一つ。耐久力が少なく回避力が高いという、典型的なテクニカルな機種であるが、作り手の腕によってはかなりの強さまで到達しうるポテンシャルを持つ。欠点としては総合火力の低さ、副武装射出時に静止してしまうこと、オートガンの識別距離が40m程度しかないこと。
グラスホッパー (Grasshopper － バッタの意)
長砲身の4連装砲を持つ砲撃戦特化OKE。OKEと言うより4連装砲に4本脚を生やしたと表現する方が近く、高い積載力と突出した連射性能を持つ移動砲台。その圧倒的な連射力は威力も持ち合わせるため、中距離からの射撃戦に適しており、対空攻撃においても効果を発揮する。ジャンプ性能も標準的で回避に選択できる。ただし機動力は低いため接近戦に持ち込まれないようにする必要があり、またあまりの連射性能に弾数と熱に悩まされることが多いため、こちらの対策も必要となる。少ないオプション枠を冷却装置で取られ、それでもなお熱攻めに弱い。
アラクネー (Arachune － ギリシア神話の中でクモに変えられた女の名に由来)
高い搭載量と豊富な武装が施せる重量級型OKE。巨大な爪による格闘攻撃も強力。
主砲にカノンを装備でき副武装のレパートリーが広いため、カノンやランチャーによる砲撃戦・副武装による支援・重装甲化など汎用性が高い。代わりにジャンプ・移動性能が低いため、得意の射撃戦を回避する敵には対策が必要となる。
シナリオモードで初めに手に入るラスティネールと特徴が似ておりソフトの多くを共通にできるため、初心者がとっつきやすい機体である。下記の「冥界」とよく比較されるが、本機は火力重視傾向、冥界はバランス型傾向にある。
冥界（MEI-KAI）
アラクネーと同じく重量級の多脚OKE。今はなき日本の開発メーカー｢河島製作所｣が制作した最後のOKEにして最強のOKEを目指し造られた。
アラクネーに比べてカノンが装備できないなど武装幅は少し低いが、耐久力・安定性など細かい部分で勝っており、基本ポテンシャルは高く、格闘も得意。特殊動作では低空ジャンプが可能であるためミサイルの回避に適する。一方で機体サイズは多脚型の中でもかなり大きく、重量級多脚型では突出した長所も短所もあまり持っていないので、柔軟な戦術を取るのがカギ。一点突破の強みに任せた強引な戦術などには弱いが、高い安定性と防御で被弾を気にせず真っ向勝負するには強い。
ハデス (Hades － ギリシア神話の冥府の神の名に由来)
CHPにて追加された規格外の大型OKE。拠点殲滅用の特殊機体でシナリオボスとして登場する。
強力なレールガンを搭載し、武装数・性能・格闘能力が非常に高く設定されているが、その巨体ゆえに回避面は絶望的で長期戦が苦手。繰り出される格闘攻撃トルネードキックの威力は恐ろしく、攻撃範囲も異常に広いため、一度でも捉まればひとたまりもない。
規格外ゆえにチームに登録できないため、対戦では使用不可。エクサからは対戦でも使用できるようになったが、チーム数に制限がかかり常に単体での戦いとなる。

### ホバー型
チキンハンター (Chicken Hunter － チキンを狩る者の意)
大量の地雷や機雷を搭載できる高機動軽量OKE。フィールドを2種類の地雷・機雷で埋め尽くして敵の動きを制限し、遠距離からビームで牽制するトラッパー戦術がポピュラーだが、高速度で敵に接近し至近で地雷を置いていくという宅配便戦術もある。しかし、耐久力と安定度が低いという軽量ホバーの打たれ弱さゆえに実現が難しいため、通好みの戦術である。地雷以外ではその性能を活かし側面攻撃を主力とする。
トライポッド (Tripod － 三脚の意)
一見、二脚型に見える直立型のホバー。その容姿ゆえに人気が高い。ホバーの中では最も装備のバリエーションが広く、唯一ロケットを装備できる。機雷と高速攪乱により対空性能も高く、戦術の幅が広いことも魅力の一因である。反面、ホバーで最も打たれ弱いため、作り手の回避のプログラムの腕を問われることになる。機動力も高く設置面積が少ないため、移動地雷にも当たりにくい。特に速い前身機動を生かし懐に入っての高速格闘戦法は脅威。
ダークコフィン (Dark Coffin － 黒い棺の意)
火力重視の重武装ホバーOKE。高積載力、特に大量のミサイルを装備でき、ホバー型の中では耐久性も高く車両型に匹敵する。とはいえ車両型と比べれば積載量も燃料も低く、ホバーでありながら機動力は皆無であるため回避は困難、かつホバーゆえの安定性の低さ(被弾状態への陥りやすさ)で一度狙われたら破壊を逃れることは難しく、正面切っての撃ち合いには向いていない。ミサイルは機体後方から垂直に打ち上がるため、それを利用した死角からの後方支援に向く。
マリアエレナ (Maria Elena)
女性型のような後方に広がるスカートを履いているような軽量ホバーOKE。公式サイトによるとこの名は開発者の初恋の人の名前らしい。
ミサイルを搭載することができ、火力と機動力のバランスのよい機体。ダークコフィンと比較すると弾数が少なく耐久性に難はあるが、こちらは急速移動の性能が良く小回りが利き、特殊アクションの加速を利用してさまざまな高速機動を行なうことができる。また、機雷や地雷も搭載可能で宅配戦術や広範囲ばら撒きにより、敵の回避経路を潰す事も出来る。
ホバーなので接近されてしまえば簡単に破壊されるが、機動力が良好なため中距離以上での打ち合いならばかなりの強さを発揮することがある。
アヌビアス (Anubias － 古代エジプトの死の神の名に由来)
カノン砲が装備可能な重武装ホバーOKE。次期地球連合軍の主力機候補。機動力もあり突撃力に優れ、地雷や機雷をばら撒く事も可能。一方で突撃前身以外の機動性に難があり、特に横移動が遅く、攻撃範囲も正面にしかない。カノン砲で一方的に吹っ飛ばし続ける高機動戦術は強力だが、ホバー故の積載量・耐久性・安定性の低さで突撃を止められやすいこと、そして突撃しかないため容易に軌道が読まれ易い。結果的に車両型とホバー型の中間的な立ち位置になっている。
フォルクス (Folkes)
唯一、プレイヤーが操作できるOKEで、CHPにて追加された。エクサの様なプログラムは組めずチームにも登録できないため、対戦では使用できない。武装の幅はエッグノッグとほぼ同じだが、こちらはハンドグレネードが使えない。

### 車両型
バッドドリーム (Bad Dream － 悪夢の意)
重戦車的な位置付けのOKEで、ハデスを除いて唯一レールガンを装備できる。レールガンは運用が難しいが、カノンを遥かに超えるダメージと弾速を持ち、バッドドリームに他を圧する高火力を与えている。一方で車両型の中では移動速度がひときわ遅く、敵弾を回避することが困難となっている。反面、ハデスを除く全OKE中で最大の耐久力と防御力を持つため、火力・体力まかせのゴリ押し戦術を仕掛けることができ、地上戦では強力なOKEである。ただし死角が大きいという欠点を持ち、砲も上を向かず、対空戦闘は副武装に頼らざるを得ないため、対空能力には問題がある。
ローケン (ROU-KEN － 漢字表記は「狼虔」。虔には「謹む」や「奪う」といった意味がある)
機動力に優れた車両型OKE。格闘できない代わりに主武装を二種装備可能で、高い移動力を活かして近距離・遠距離を問わず活躍でき、特に対空能力に優れる。武装は後述の「アングリフ」と同じで特徴も似通っているため、よく比較され易い。格闘ができず近距離戦はアングリフの方が向いているため、ローケンは中〜遠距離戦に用いられることが多い。防御力は車両型でも低いが、それでも「車両型の中では」という話で、他のタイプに比べれば十二分に高い。アングリフに比べ優れる点は、耐久力と横方向にも射撃できる点である。
バジリスク (Basilisk － 鶏のとさかと体、蛇の尾を持つ伝説上の動物の名に由来)
主力戦車的な位置付けのOKE。レールガンとグレネードを除く全ての武装を装備でき、火力、格闘能力、移動速度、耐久力、防御力どれも申し分ないトップクラスであり、とても扱いやすいバランス型の車両。あらゆるレンジに対応可能で連射力にも優れるが、唯一の弱点は砲が上を向かないために対空能力が低いこと。しかし、これも十分搭載量のある副武装を対空機雷やミサイルに振り分ければ解決できる。移動速度の違いによる回避力の差がバッドドリームとの対空性能の差の一因である。万能型の強力なOKEであり、大会でも強豪の一角を占める。
ホイリーコーン (Hoyry Kone － 蒸気機関の意)
突撃戦に特化した車両型OKE。シオマネキのような鋏状の格闘用アームが特徴。MLRSのように多数の弾体を放出するロケット弾を大量に装備でき、瞬間最大火力では比肩するOKEは無い。ホイリーコーン3機による一斉射撃時にはレーダー内の表示が弾体で埋まり、PSPの画面描画が間に合わず処理落ちまで発生する。また、ドリル状に回転する格闘アームによる格闘攻撃は全OKE中でも屈指の強力さであり、いったんそのドリルに絡め取られた敵はそのまま死ぬまで穴を穿たれ続けることも少なくない。一応、ロケットの替わりにカノンも装備できるのだが、敢えてカノンを積むメリットは見当たらない。防御力・耐久力はバッドドリーム並みで、移動速度はバジリスク並みと強力なOKEであるが、これも砲が上を向かず対空性能には問題がある。
アングリフ (Angriff － 独語で「攻撃」の意)
全OKEの中でもトップクラスの移動速度を持つ突進力に優れた超軽量型OKE。
旋回速度は低いが通常の前進速度は非常に高く、機体の小ささを生かして主に重装甲でシールドを展開しつつ、自動旋回しながらショットガンを用いた近接戦闘でその真価を発揮する。反面、射撃角度が狭くほぼ正面の敵にしか攻撃できないためその戦法しか取れないとも言える、名前の通り突撃専用OKE。積載量、耐熱キャパシティ、耐久度も低い。ただし武装次第では後方にも対応でき、また主武装の仰角が大きく、大量の機雷を装備できることから対空性能も高い。
ターゲットドローン (Target Drone － Targetは的（まと）、Droneは怠け者の意)
CHPにて追加された標的用OKE。見た目は動くドラム缶。まさに練習用の「的」であり、全ての面において段違いに貧弱な性能を持つ。前作(ZEUSⅡ)での偵察用OKE「キューケン」の更に劣化版で、武器はアサルトガンのみ。この機体で勝てる相手は同じターゲットドローンしかありえない。一応、全OKEの中でも最軽量。

### 飛行型
フライド (Fried － 揚げ物の意)
攻撃機的な位置付けのオーソドックスな飛行型OKE。機雷・地雷・爆弾を装備でき、飛行型の中でもトップクラスの高い機動性を持つ。耐久性能は飛行型では標準的だが、ミサイルを妨害装置に頼らずともある程度まで機動で回避することができる。総合的に高い性能を持つが、装備によって対地・対空の一方に偏ってしまうのが難点。多くの場合は対地地雷を装備し、対空戦闘は機動力でカバーすることになるが、その場合ドッグファイトの作り込みが腕の振るいどころになる。積載量自体は低めなので、長期戦には向かない。
ロータス(Lotus － 蓮の花の意)
名前通りの蓮の花のような外観を持つ、フワフワ漂う小型のUFOのような軽量飛行型OKE。
軽量型であるため耐久力と防御力が低い。副武装を持たず、主武装にオートガン機能を備える。特徴としては主武装の射角が広く、地上のOKEが対処しづらい頭上から攻撃できる。また、ショットガンを装備でき、敵の直上に陣取った時の攻撃力には絶大なものがある。特に車両型はほぼ一方的に蹂躙可能。
前後左右の全ての方向に同じスピードで移動できるため、後ろを取ろうとする相手に対して回避力は高く執拗に頭上を狙える。ただし見た目通り最大移動速度は低く、速いOKEに逃げを打たれると追いつけない、多方向から攻められると脆いという欠点を持つ。搭載エネルギーも弾数も少ないので、敵を破壊しきるだけの火力が足らず、そのまま燃料切れで墜落する事さえある。相性の悪い相手が多いため、全局面で強くするのはかなり難しいが、装備の少なさとオートガン持ちという特徴から、小さなプログラムでも簡単にそれなりの強さまでは持っていける。
プリースト (Priest － 聖職者の意)
重爆撃機的な位置付けのOKE。フライドより多くの機雷・地雷・爆弾を装備でき、主武装を真下に射撃可能、さらにショットガンまで装備可能と、飛行型とは思えない程の高い火力を誇り飛行型で最高の耐久力を持つ。反面、機体が大きく被弾面積が広い上、動きが鈍重なため飛行型の中では珍しく回避力が低い。飛行型最高の耐久力といっても他の地上型OKEと比較すれば微々たる差でしかなく、近づく事自体が困難であり墜ちる時はあっさり墜ちる。機動力の低さゆえ空戦能力は低いが、近距離からのショットガンの威力は装甲の薄い飛行型にとっては脅威である。
モッキンバード (Mocking Bird － 日本ではマネシツグミと呼ばれる鳥の名の意)
通称木琴。前進デルタ翼という特徴的な外見を持つ、軽戦闘機的な位置付けのOKE。一般OKE中、唯一五か所に武装を搭載できるのが特徴で、副武装は主にミサイル。加速力が高く機動性に優れる上に、固定武装としてデコイを備えるため、生存性は高い。特に立体機動に優れ、高速機動中の本機に通常射撃を当てる事は至難と言える。その反面で副武装の搭載量が少なく、主武装がほとんど下を向かないため、対地攻撃力がかなり低い。左右射角も狭くほぼ正面しか射撃できないため、主武装のガンはほぼ牽制にしかならない。しかし牽制でばら撒きながら高速立体機動と組み合わせる事で、敵のセンサーやプログラムを攪乱する事ができる。難点は燃料切れが早いこと。
チァーイカ (Сизая чайка － ロシア語でカモメの意)
火力を中心とした重戦闘機的な位置付けのOKE。地球連合軍の主力キャリア「キャメル」開発のノウハウを流用し開発された。
ガンタイプとランチャータイプをそれぞれ2つずつ装備することができる。副武装は主にミサイルでモッキンバードの1.5倍の搭載量を持ち、飛行型でもプリーストとは別種の高い火力を持つ。「機動力を犠牲にした」という触れ込み通り確かに加速力は低いが、前進速度はそれなりにあり、特殊アクションにより左右水平方向にロールを行い補うことが可能。機動性はフライド、モッキンバードには劣るが、ロータスやプリーストよりは高く接近も容易。主武装は地上機と同様にターレット上にマウントされているため、機体の向きと独立して射撃が可能であり、高い命中精度を持つ。これはチァーイカの空戦性能の高さの一助となっている。対地対空ともにバランスよい攻撃力と回避力を持ち、総合的に優れた性能を持っている。その高性能ゆえに使用される頻度も高い。

## ネットワーク対戦
本ゲームの最大の醍醐味は、他プレイヤーとの対戦である。インターネット上のサーバからPCを経由して他のプレイヤーのチームをダウンロードして手元で対戦することができるため、事実上無限のゲームバリエーションを楽しむことができる。
自分の実力に見合った相手を見つけ出すことも容易であるし、そのライバルたちと競い合うことで自分の実力がステップアップことを実感することもできる。
チームデータは汎用のファイル形式のため、メールや無料アップローダなど、どのような形態でもやりとりできるが、最もよく用いられるのは元気が無料で提供している公式サーバJupiterである。
ファンによって非公式の大会が頻繁に開かれており、プレイヤーは自分の好みに合うものに好きに参加して腕を競うことができる。
大会は、実力を競う無制限大会や、お祭り気分でバラエティを楽しむ奇妙なレギュレーションを課した制限大会など様々な企画で開催されている。また、高位ランカーお断りの大会や、初心者専用大会なども運営されている。
また、ファンの手によってレーティングシステムも運営されており、自分のスキルを知り、自分のレベルに合わせた対戦相手や自分の好みの対戦相手を見つける環境が用意されている。

## Carnage Heart EXA
カルネージハート エクサは、2010年10月28日に発売された、カルネージハートシリーズ第6作目。シリーズ15周年記念作品でもある。
カルネージハート ポータブルの流れをくんだ作品で、ポータブルを土台に機体設定面で微調整を加え、新型OKE（デザイナー：松本秀幸）や「操縦型OKE」、動画リプレイの出力機能、通信対戦、新型プログラムチップなどが追加されている。
ポータブルと同じくチュートリアルが丁寧に徹底されているほか、プログラムの模範解答も用意されているため、初めてプレイする人にもじっくり理解を促すことが出来る。
また、既存のプログラムチップにも機能設定が追加された物がいくつか存在し、特にプログラムチップのカウンタ関係の分岐判断が強化され、ビット演算が可能になり、プログラム設計面もより深く構築できるようになっている。
チュートリアルを兼ねたシナリオモードのストーリーでは、シリーズで初めて地球を舞台にした内容となっている。体験版でもレクチャー部分を製品版と同等の体感ができるようになっている。
ゲームシリーズ作品群では、CERO審査異例のB指定（12歳以上対象）に区分された。

### 操縦型OKE
特に肝となるのが、自分で操作する操縦型OKEの機能が追加されたことである。従来のシリーズでは、OKEは組まれたプログラムで全自動で動くもの(自律型OKE)であったものに対し、操縦型OKEはプレイヤーの遠隔操作によって動かすものである。以前でも裏技、または特定機種で特定操作に限定したもので操縦は可能であったが、こちらはより自律型に沿った応用的なものとなっている。
操縦型OKEは、自律型OKEと同様にプログラムチップで組み込まれたプログラムの処理によって動作するようになっており、基本的に動作内容を自分でプログラムするのは従来のOKE設計と同じである。異なる点を挙げれば、動作分岐を周りの状況に合わせて自動で分岐判断していたところを、自分のボタン操作を判断のための値にし、分岐させるところにある。普通のロボットアクションゲームのような操作に比べて、処理する行動を自分で組むことが出来るところが大きい。操縦型でも動作の一部を自動化（例えば特定条件になった際、オプション装置の自動起動を行う）することも可能。
自律型OKEとはプログラムを組んで動かす根幹が同じなため、シリーズを初めてプレイするものにも親和性が良く、体感して覚えさせることができる利点もある。チュートリアルを兼ねたシナリオモード内では、操縦型で実際に動かして処理を理解しながら段階的に使えるチップを増やし、途中で自律型についてのレクチャーを受けて自律型も作れるようになる流れになる。
チーム戦では、自律型OKE1・2機に操縦型OKEを混ぜた構成にすることも可能。当然組み込める操縦型OKEは、操作の関係から1機のみ。2人通信対戦のチーム戦でも同様である。ただし、通信対戦の6人プレイモードでは、各プレイヤーが一つずつOKEを選ぶ仕様であるため、3機以上の操縦型OKEを混ぜてチームプレイ戦を楽しむことができる。

### EXAで初登場のOKE
アグリオス
左腕に巨大なトンファー状の武器を搭載した二脚型OKE。
主武装2つ、副武装2つに様々な武装を装備可能で、想定する戦闘シチュエーションに応じて多様な対応ができるようになっている。左腕のトンファーによる格闘も攻撃範囲がそこそこ広く、特殊動作で旋回しながらの攻撃に全方向対応している。欠点は搭載量がやや少なめなところであり、チューニングや装備の選択には慎重を要する。装備のしやすさで初心者向け、それらを意識しより強くするためには上級者向けのという、玄人向けな機体となっている。
ケイローン
ケンタウロスのような外観の多脚型OKE。
射撃兼格闘用の槍のような武器と盾を装備しており、前進からの突進による格闘戦を得意とする。
旋回はそこそこだが、ジャンプに関しては前後方向に大きく動ける。正面からの被弾面積が小さく盾による防御も可能だが、射撃戦がやや苦手。
グレイブストーン
大型のコンテナ肩とバックパックを装備した、武装と火力重視のホバー型OKE。
一部の二脚型が装備可能なグレネード系を2種類装備することができるほか、副武装の選択幅が広く多様な武装を施すことができる。
ただし積載量と耐久力はそこまで高くはない。
軽く複数投擲可能な利点を駆使したグレネードによる間接範囲攻撃を混じらわせながら、多様な副武装による牽制・支援攻撃を得意とする。
アビスパ
軽量の飛行型OKE。
機敏な機動を取ることができ、ランチャー系の武装を2種類施せるため、飛行型が苦手とする対空攻撃に対する防御が可能。
軽量型故に耐久力はもろいが、攻撃も防御もバランス良くこなせる。
ゲイザー
大型の一輪車輪を備えた超軽量車両型OKE。
同じスタイルのアングリフに比べてそれ以上に軽量で横幅が大きく、エネルギー量や安定性を除いて低い耐久性で同じく撃たれ弱い。
通常の前進速度はアングリフが上だが、急速前進の加速力はゲイザーがそれ以上に勝る。また、旋回動作も早く、特殊動作で急旋回や急停止、垂直方向へのジャンプが可能となっており、機敏な動作が取れる。
様々なランチャー・特殊弾系の武装を搭載することもでき、これらを駆使した相手を惑わせる接近戦や一撃離脱戦法を得意とする。
ニーズヘッグ
規格外の大型ホバー型OKE。ヘビ型の下肢を持つことが特徴で、通常のホバー型には無いしゃがみ動作やガード攻撃が可能。
ハデスと同じく各種性能が高いことが特徴で、尾を使用した格闘攻撃も協力。やはり規格外であるためチームで組むと、最大2体までしか機体を登録することができない。

## 出演声優
カルネージハート エクサでは、以下に所属している声優が出演している。
- プロダクションギウ
- アイリスの花言葉